# Husvika
Husvika est une localité du comté de Nordland, en Norvège.

## Géographie
Administrativement, Husvika fait partie de la kommune de Vefsn.